# Berberis negeriana
Berberis negeriana es una especie de la familia de las Berberidáceas.

## Descripción

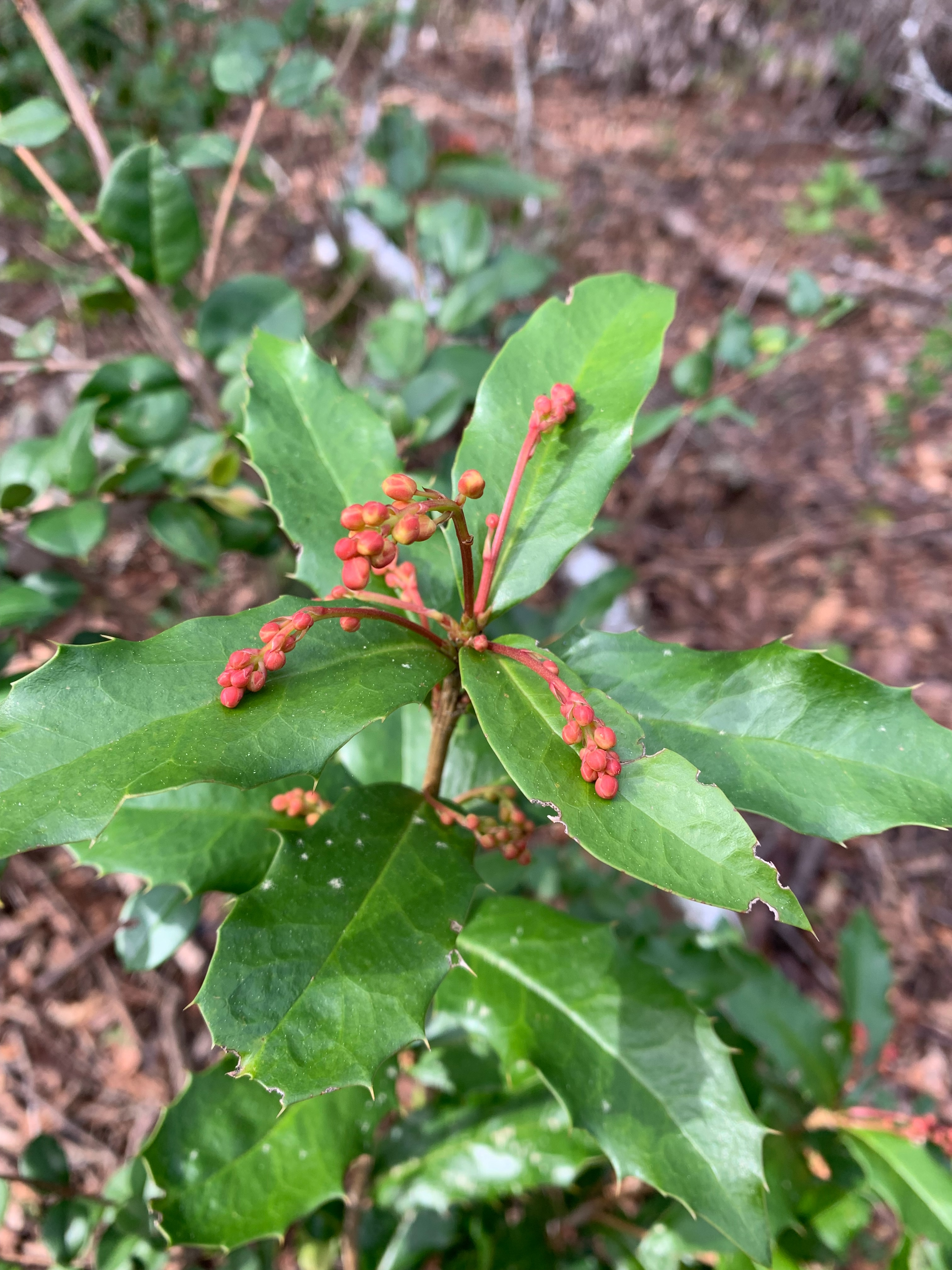
Berberis negeriana presentando sus inflorescencias ya polinizadas y en proceso de fructificación en el último tercio del invierno.

Se un arbusto que alcanza un tamaño de hasta 1 m de altura, con las ramas jóvenes de color marrón a gris, inerme. Las hojas oblongo-elípticas, coriáceas,  margen aserrado (raramente entera) con dientes espinosos. La inflorescencia en forma de racimo; con pedúnculo más raquis de 2-8 cm de largo, con hasta 12 flores de 5-8 mm de
largo, color naranjo-amarillentas; florece entre septiembre y noviembre. Los frutos de  7 x 4 mm, oblongos;
maduran entre enero y marzo.
Berberis negeriana es endémico de Chile donde se encuentra en la VIII Región (provincia de Concepción, hasta la provincia de Arauco, donde crece a una altitud de 140 a 400 m. Crece como arbusto formando parte del sotobosque de los bosques costeros remanentes de Nothofagus obliqua con Azara integrifolia, Drimys winteri, Laurelia sempervirens, Lomatia dentata, Luma apiculata, Persea lingue, Aextoxicon punctatum, Myrceugenia planipes y Rhaphithamnus spinosus.

## Taxonomía
Berberis negeriana fue descrita por Tischler   y publicado en Botanische Jahrbücher für Systematik, Pflanzengeschichte und Pflanzengeographie 31: 640. 1902.
Etimología
Berberis: nombre genérico que proviene del  la forma latínizada del nombre árabe de la fruta.
negeriana: epíteto